# Нектарка червонобока

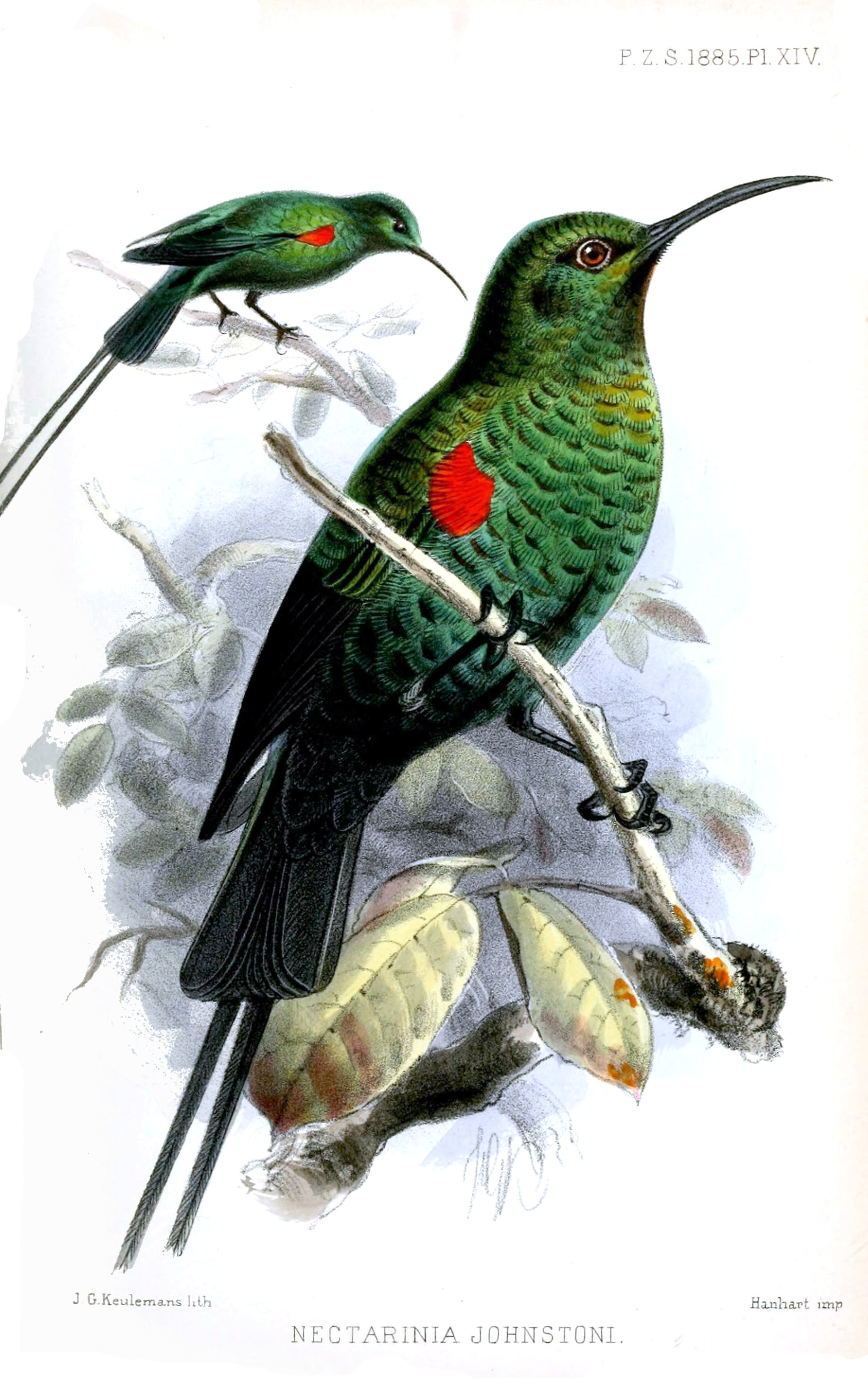
Червонобока нектарка

Некта́рка червонобока (Nectarinia johnstoni) — вид горобцеподібних птахів родини нектаркових (Nectariniidae). Мешкає в Східній і Центральній Африці. Вид названий на честь англійського дослідника і колоніального адміністратора Гаррі Гамільтона Джонстона.

## Опис
Довжина самців становить 25-30 см, враховуючи довгий хвіст, довжина самиць становить 14-15,5 см. Верхня частина тіла у самців зелена, металево-блискуча, обличчя, надхвістя, крила і хвіст чорні. Центральні стернові пера видовжені. Нижня частина тіла зелена, блискуча, нижня частина живота чорна, верхня частина живота з фіолетовим відтінком. У самиць верхня частина тіла бурувато-сіра, крила чорно-бурі, хвіст темно-коричневий. Нижня частина тіла білувата, поцяткована темними плямками. І у самців, і у самиць на боках червоні плями, помітні під час польоту, у самців вони більші. Молоді птахи подібні до самиць, однак червоні плями в їх забарвленні відсутні.

## Підвиди
Виділяють чотири підвиди:
- N. j. johnstoni Shelley, 1885 — гори Абердер, гора Кенія  (Кенія), Кіліманджаро (північна Танзанія);
- N. j. dartmouthi Ogilvie-Grant, 1906 — гори Рувензорі і Вірунґа (схід ДР Конго, південно-західна Уганда і західна Руанда);
- N. j. nyikensis Delacour, 1944 — гори Лівінгстона (південна Танзанія), плато Ньїка[en] (північно-східна Замбія і північне Малаві);
- N. j. itombwensis Prigogine, 1977 — гори Ітомбве (схід ДР Конго).

## Поширення і екологія
Червонобокі нектарки живуть на високогірних луках і пустищах та у високогірних чагарникових заростях. Зустрічаються на висоті від 3000 до 4500 м над рівнем моря (хоча іноді трапляються на висоті 1900 м над рівнем моря). Живляться нектаром (зокрема нектаром гігантських лобелій Lobelia deckenii і Lobelia telekii, а також Dendrosenecio keniensis, Protea kilimandscharia і Aloe volkensii), комахами, павуками і дрібними равликами.